# Gras (term)
De term gras of grasachtige plant kan worden gebruikt voor de leden van de grassenfamilie maar kan ook gebruikt worden voor andere groene planten als deze lijnvormige bladeren hebben. Sommige 'echte' grassen hebben echter een voor de familie minder karakteristiek vorm.

## Habitus
De term 'gras' of 'grasachtig' heeft te maken met de oppervlakkige, uiterlijke kenmerken en heeft dus vrij weinig te maken met de fylogenetische verwantschap van de planten. Het zijn dan vaste planten met lijnvormige bladeren. Hiertoe behoren de meeste grassen (Gramineae, Poaceae), russen (Juncaceae) en cypergrassen (Cyperaceae), die alleen in habitus (algemene verschijningsvorm) enigszins op elkaar lijken, maar slecht weinig verwant zijn. Andere voorbeelden van planten met grasachtige bladeren zijn de soorten van de lisdoddefamilie (Typhaceae), van de zeegrasfamilie (Zosteraceae), van het geslacht morgenster (Tragopogon) en de graslathyrus (Lathyrus nissolia). De vele spruiten en de smalle bladeren zijn kenmerkende eigenschappen van 'grasachtige' planten.

## Onkruid
De term 'gras' wordt ook wel losjes gebruikt voor onkruid, onafhankelijk van de habitus van de planten.

## Planten met een grasachtig uiterlijk
- Cypergrassenfamilie (Cyperaceae)
- Lisdoddefamilie (Typhaceae)
- Russenfamilie (Juncaceae)
- Zeegrasfamilie (Zosteraceae)
- Engels gras (Armeria maritima)
- Paradijslelie (Paradisea liliastrum)
- Graslathyrus (Lathyrus nissolia)
- Grote graslelie (Anthericum liliago)
- Eendagsbloem (Tradescantia virginiana)
- Tradescantia ohiensis
- Xanthorrhoea "grasboom"
- Xyridaceae

## Afbeeldingen

Grasachtige planten
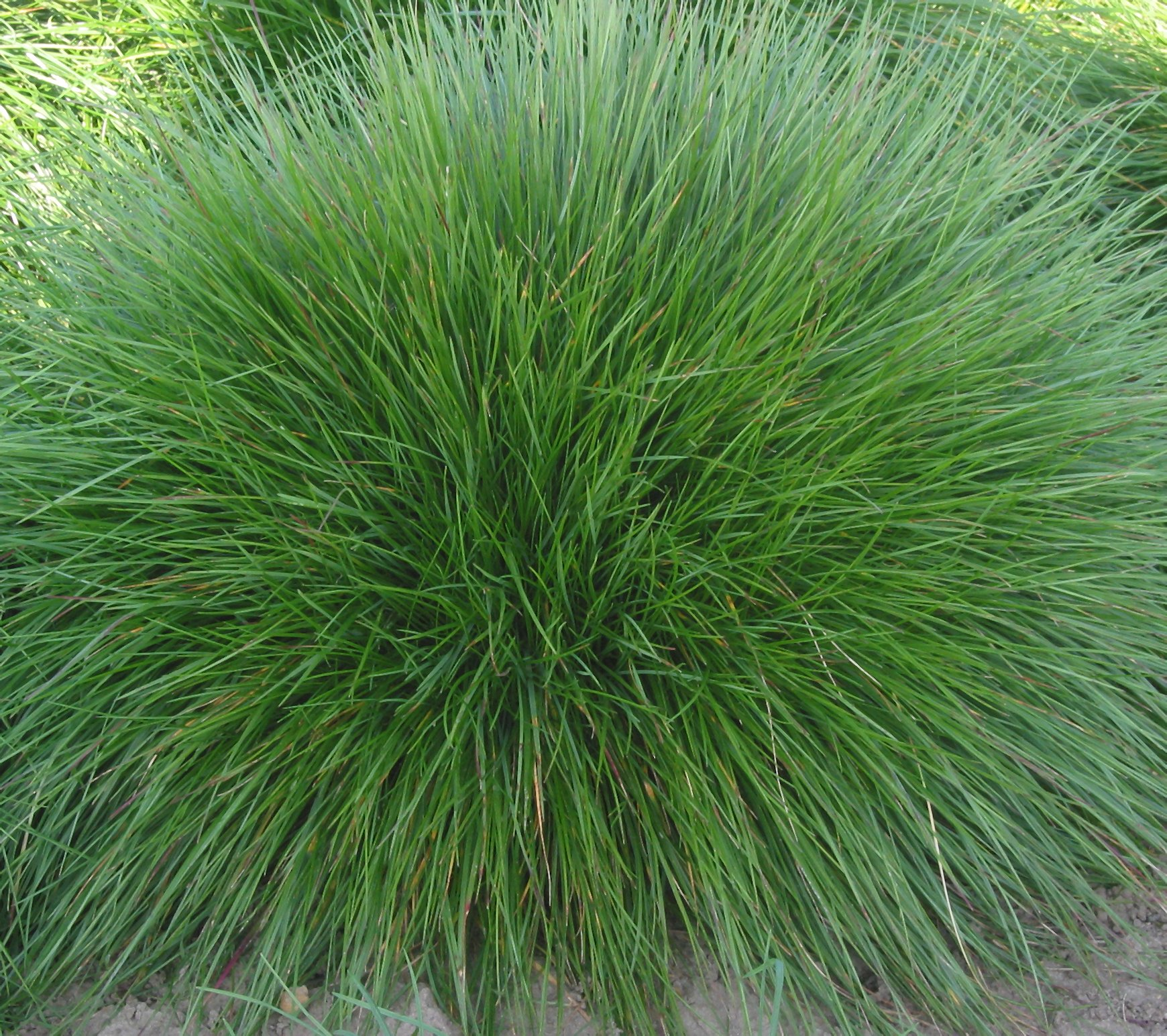
Vegetatieve spruiten van roodzwenkgras
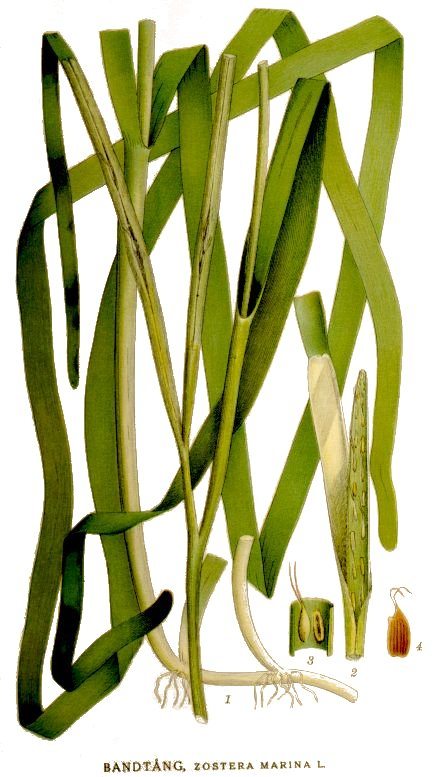
Groot zeegras (Zostera marina).
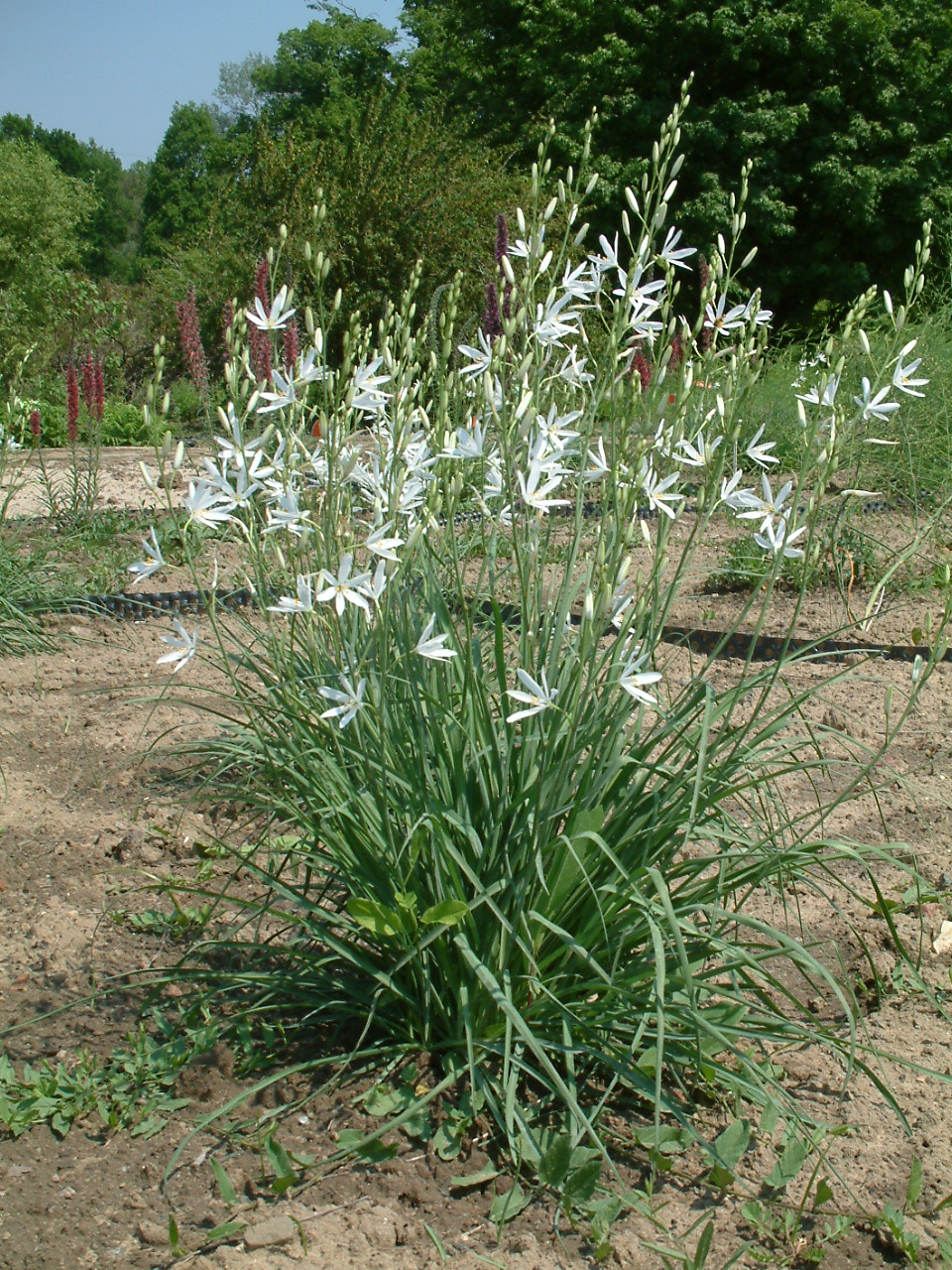
Grote graslelie (Anthericum liliago).
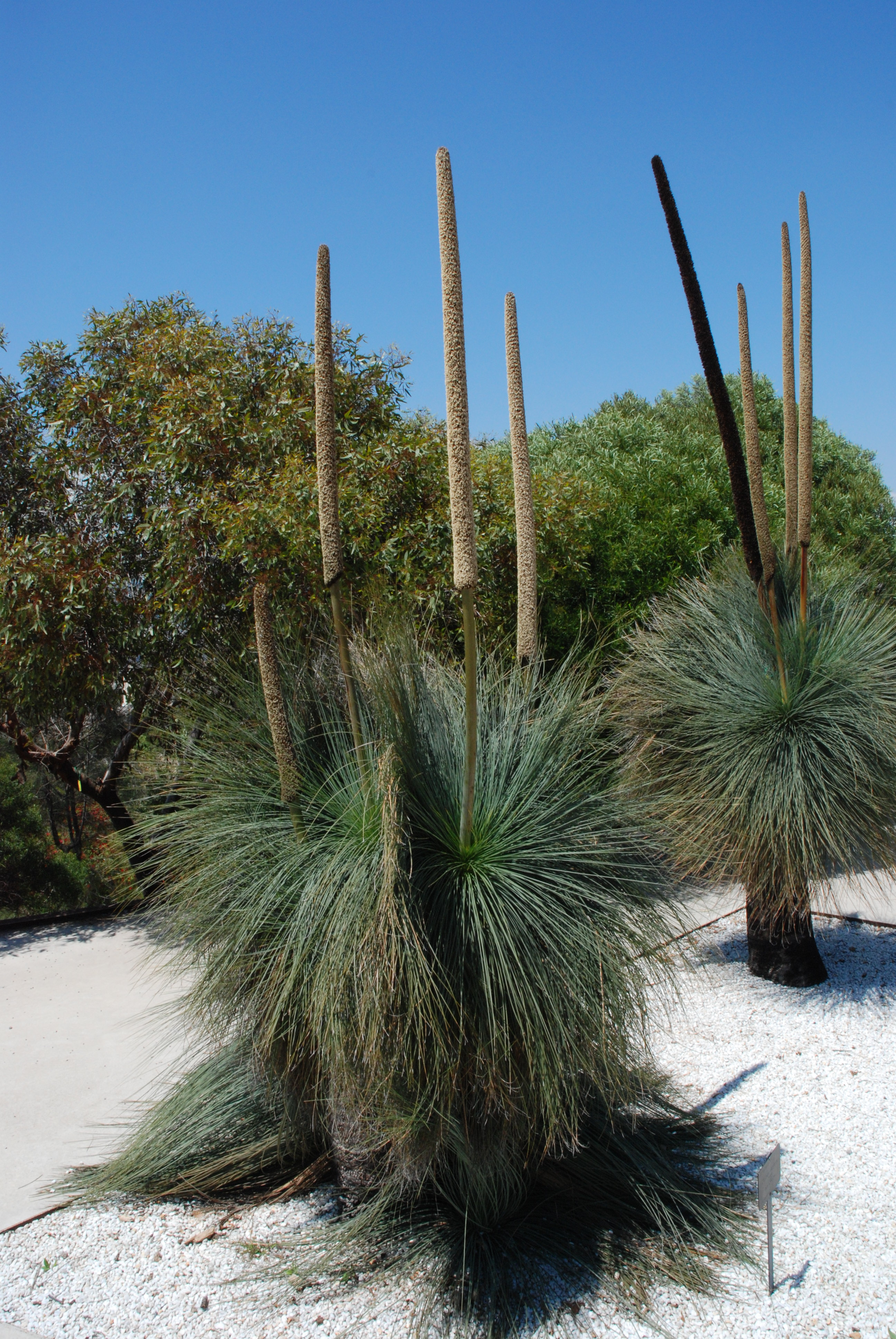
Australische "grasboom" Xanthorrhoea glauca

Vegetaties met grasachtige planten
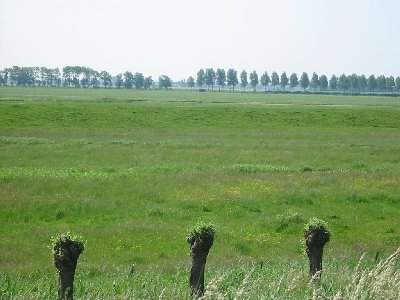
Weiland bij de Wijde Aa, mei 2003
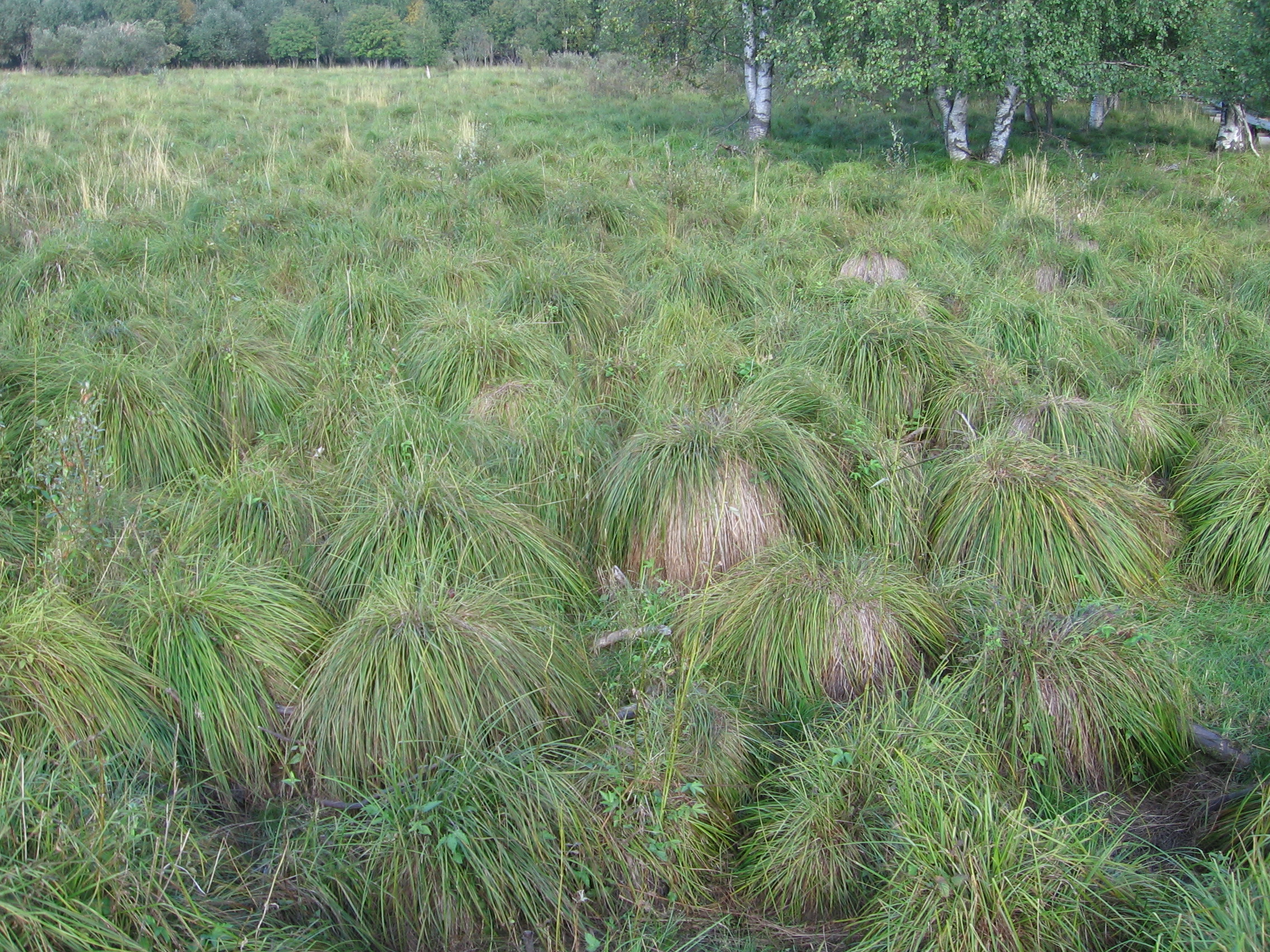
vegetatie met dominante polzegge (Carex cespitosa)
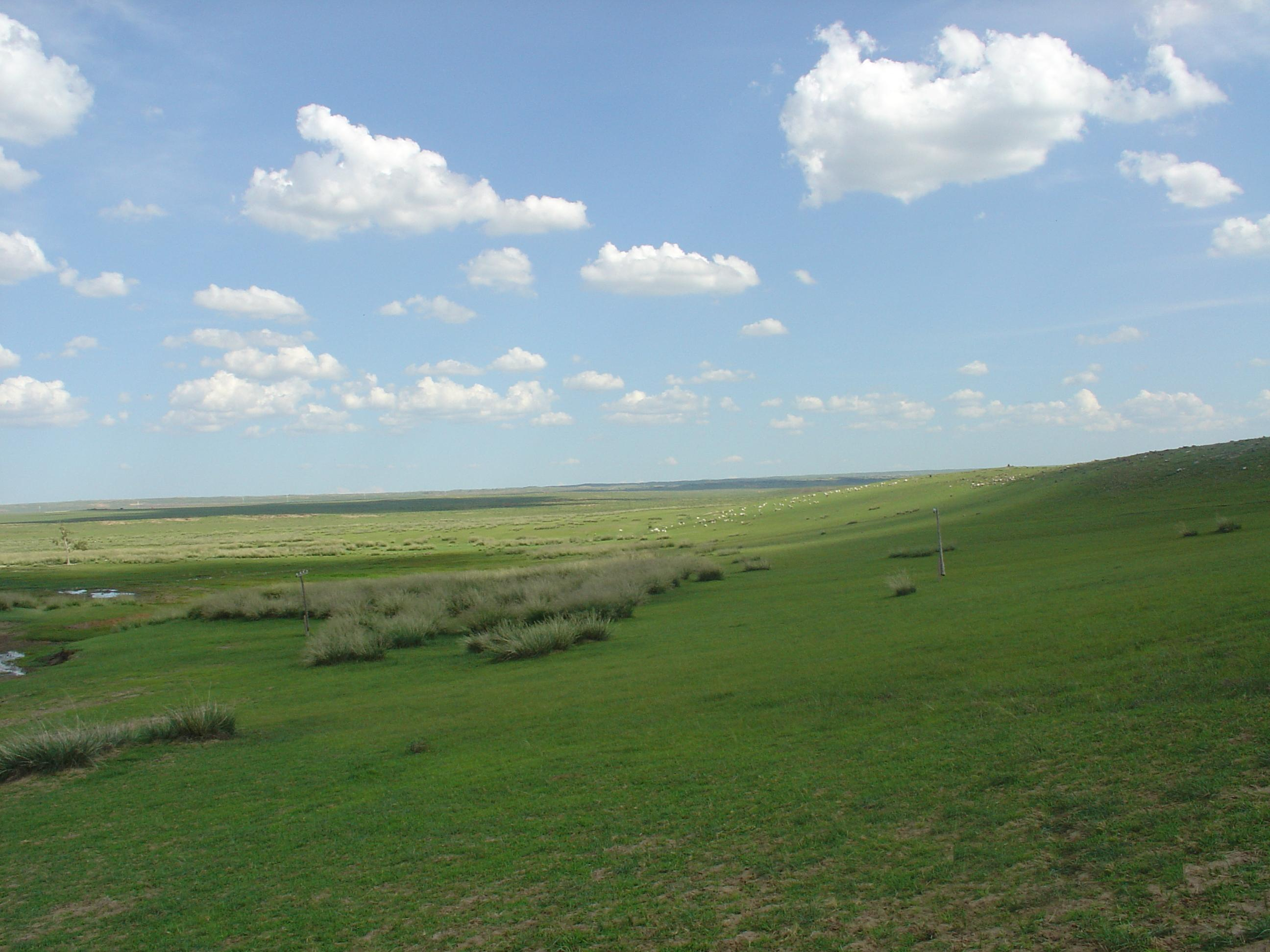
Grasland in Mongolië